# Страрам, Вальтер
Вальтер Страрам (фр. Walther Straram, настоящее имя Мари Эмиль Феликс Вальтер Марра́, фр. Marie Émile Félix Walter Marrast, псевдоним представляет собой анаграмму фамилии; 9 июля 1876, Лондон — 24 ноября 1933, Париж) — французский дирижёр, скрипач и пианист.

## Биография
Вальтер Марра родился в семье музыкантов. Его дед в своё время основал симфонический оркестр на острове Реюньон, бабушка брала уроки фортепианной игры у Фредерика Шопена, отец, Эжен Марра (1844—1894), сочинял музыку под псевдонимом Жан Страрам. Брат отца Арман Марра был знаменитым публицистом. Семья вернулась в Париж, когда мальчику не исполнилось и года.
С 1887 года Вальтер Марра начал заниматься скрипкой под руководством Альфреда Брюно, в 1892 году (уже под псевдонимом Страрам) был принят в состав вторых скрипок Оркестра Ламурё. Одновременно он начал брать уроки гармонии и контрапункта у Гюстава Сандре и уроки фортепиано у Эдуара Рислера. В дальнейшем Страрам работал скрипачом и пианистом-аккомпаниатором в театрах Лиона и Сент-Этьена, в 1902 году вместе с Альфредом Корто работал пианистом-репетитором при парижской премьере оперы Вагнера «Сумерки богов».
В начале 1900-х гг. Страрам начал пробовать себя как хоровой дирижёр, особенно при исполнении произведений своего друга Рейнальдо Ана. В 1905 г. он возглавил хор Парижской оперы и в ближайшие годы участвовал, в частности, в подготовке премьер таких сочинений, как «Ариадна» Жюля Массне и «Каталанка» Фернана Леборна. Затем в 1909—1913 гг. Страрам работал в США как репетитор и хормейстер: сперва в Нью-Йорке, а затем в Бостоне как помощник руководителя хора Бостонской оперы Андре Капле. С началом Первой мировой войны вернулся во Францию, некоторое время служил в армии.
В 1917 г. Страрам стал музыкальным руководителем возникшего незадолго до этого Театра Вьё-Коломбье, в котором уже в 1918 году провёл премьеру балета Артюра Онеггера «Сказание об играх мира». С 1919 г. он преподавал камерный вокал в парижской Schola Cantorum. С начала 1920-х гг. много сотрудничает с Театром на Елисейских полях, гастролирует как дирижёр в Чехословакии. Страрам возглавил оркестр, собранный для первой во Франции прямой концертной радиотрансляции 27 января 1923 г., затем в течение года дал с этим же коллективом серию из четырёх концертов новейшей зарубежной музыки. В 1925 г. дал три концерта в сотрудничестве с Международным обществом современной музыки в рамках культурной программы Всемирной выставки.
В 1926 г. Страрам организовал свой собственный оркестр, Оркестр Страрама, давший за оставшиеся дирижёру семь лет жизни множество значительных концертов и осуществивший целый ряд мировых и французских премьер. Одновременно Страрам продолжал дирижировать и другими коллективами — в том числе, в частности, сопровождая выступления балерины Иды Рубинштейн; в ходе этих концертов 22 ноября 1928 года под управлением Страрама впервые прозвучало «Болеро» Равеля.